# Cristina Sano
Cristina Sano Mani (São Paulo, 16 de fevereiro de 1965) é uma atriz brasileira.
Casada com o ator brasileiro Carlos Mani em 1989, desde então passou a assinar Cristina Sano Mani.

## Carreira

### Televisão
| Ano     | Título                   | Papel                                                  |
| ------- | ------------------------ | ------------------------------------------------------ |
| 2019    | Crimes.com               | Beth                                                   |
| 2014    | O Caçador                | Su Yang                                                |
| 2011    | Morde & Assopra          | Tomie Tanaka                                           |
| 2009    | Vende-se um Véu de Noiva | Médica                                                 |
| 2008    | Revelação                | Yumiko                                                 |
| 2008–09 | 9mm: São Paulo           | Zelita                                                 |
| 2006    | Pé na Jaca               | Mitiko Tanaka                                          |
| 2006    | Linha Direta             | Alessandra Maria de Souza (ep: "Mansão de Saracuruna") |
| 2001    | Retrato Falado           | Keiko                                                  |
| 1999    | Chiquititas              | Satiko                                                 |
| 1997    | Zazá                     | Mariko                                                 |
| 1988    | Bebê a Bordo             | Grega                                                  |
| 1986    | Roda de Fogo             | Fátima Pires                                           |

### Cinema
| Ano  | Título          | Papel       |
| ---- | --------------- | ----------- |
| 2019 | Namidah         | Ana         |
| 2018 | A Caixa         | Laura       |
| 2018 | Dekassegui      |             |
| 2016 | Corrida         | Narradora   |
| 2016 | Relação Travada | Ana Okamura |
| 2012 | 2 Coelhos       | Dona Célia  |
| 1987 | Rádio Pirata    | Teca        |
| 1986 | Cidade Oculta   |             |